# Violet Hill
«Violet Hill» — песня британской рок-группы Coldplay. Она была написана всеми участниками группы для их четвёртого альбома Viva la Vida or Death and All His Friends (2008). Построенная на повторяющемся гитарном звуке, она использует маршевый темп, поддерживаемый фортепиано и ритмом, сопровождающим текст песни. Изначально песня была доступна для бесплатного скачивания на сайте группы и была скачана более двух миллионов раз.
Вокалист Coldplay Крис Мартин рассказал, что песня находилась в разработке несколько лет, а первая строчка и первая небольшая мелодия были написаны до её завершения в 2007 году. «Violet Hill» — первая антивоенная песня протеста группы. Сингл был принят с положительными отзывами. Трек был выпущен по всему миру как лид-сингл из альбома Viva la Vida или Death and All His Friends, достигнув девятого места в чарте Billboard Hot Modern Rock Tracks и восьмого места в UK Singles Chart.
Песня была включена в качестве загружаемой в 2007 году в музыкальную видеоигру Guitar Hero III: Legends of Rock, а также была включена в Guitar Hero On Tour: Modern Hits и в документальном фильме Warren Miller’s Children of Winter. Песня была номинирована на премию Q Awards в категории «Лучший трек» и получила две номинации на 51-ю премию «Грэмми» в категориях «Лучшая рок-песня» и «Лучшее рок-исполнение дуэтом или группой». Клип на песню «Violet Hill» был номинирован на премию MTV Video Music Awards 2008 года в категории «Лучшие спецэффекты». Сингл был широко растиражирован в различных вариантах и звучаниях.

## Информация о песне
28 апреля 2008 на официальном сайте группы появилась информация о том, что песню можно будет бесплатно скачивать с сайта целую неделю с 29 апреля. В 12:13 GMT песня впервые прозвучала по радио, а в 12:15 GMT началось бесплатное скачивание с сайта. В первые 24 часа была скачана 600 000 раз, а в течение недели количество загрузок достигло 2 миллионов.
Промопластинка была выпущена в качестве приложения к журналу NME 10 мая 2008 года, c треком «A Spell a Rebel Yell» на обратной стороне.
«Violet Hill» дебютировала в Billboard Hot 100 на 40 месте. Другой сингл «Viva la Vida» дебютировал на той же неделе на 15 месте.
В 2008 году на радио R1 австралийский коллектив Pendulum сыграл кавер этого сингла.

## Композиция
В «Violet Hill» звучит атмосферное синтезаторное вступление, которое переходит в фортепианную мелодию, исполняемую Мартином. Затем к нему присоединяются остальные участники группы, и вступает выдающийся гитарный рифф песни, характеризующийся рваным эффектом дисторшна fuzzbox. Мартин поёт о средневековых образах карнавалов, соборов, религии и войны, кульминацией которого становится парящий припев с гимнической темой. Динамика песни развивается вокруг гитариста Джонни Бакленда, который играет соло. Мартин Кейлти, написавший для Diffuser, описал песню как «мрачный блюз-роковый марш».

## Отзывы
Сингл «Violet Hill» был положительно встречен музыкальными критиками. В рецензии на него, опубликованной в Los Angeles Times, критик Тодд Мартенс написал: «Первый гитарный треск в песне появляется после продолжительного эмбиентного вступления и вносит электризующий толчок в поразительную фортепианную мелодию. Мартин привносит в свой вокал уверенность, которая была более заметна на живых выступлениях Coldplay, чем на записи». Саймон Возик-Левинсон из Entertainment Weekly написал: «„Violet Hill“ открывается тонким синтезатором, очень похожим на Music for Airports, а затем переходит в гулкие, колющие гитарные текстуры, которые звучат круче, чем большинство мелодий Coldplay, которые я могу вспомнить». Кристина Фелисиано из журнала Paste написала: «Вы знаете, что вас ожидает другой вид Coldplay, когда Крис Мартин бросает свой мучительный фальцет ради глубокого, мрачного basso profundo, как он это делает на „Violet Hill“». Микаэль Вуд из журнала Spin написал: «В „Violet Hill“ используется похожий приём, когда нежный саундскейп в стиле Эно перегружается большими гитарами Black Sabbath». Дарси Стивенс из Austin Chronicle написала: «Хотя четвёртый LP группы начинается легко и красиво, его мощь прорывается в конце альбома с тангентой „Violet Hill“, посвящённой Старому Западу». Песня попала в горячий список Rolling Stone за май 2009 года, и журнал назвал её «(относительно) хард-роковой атакой на Америку Fox News».

## Музыкальные видео
Альтернативное музыкальное видео, названное «Dancing Politicians» (Танцующие политики), было опубликовано на официальном сайте группы 17 мая. Видео сделано из коротких клипов политиков вперемешку с кадрами войны и фейерверком в конце. В видео показаны Джордж Буш мл., Фидель Кастро, Ричард Никсон, Уго Чавес, Усама бин Ладен, Саддам Хусейн, Борис Ельцин, Барак Обама, Билл и Хиллари Клинтоны, Тони Блэр, Елизавета II, герцог Эдинбургский, принц Филипп. Официальное видео было выпущено 18 мая, на день раньше, чем ожидалось.

## Композиции
| №  | Название      | Длительность |
| -- | ------------- | ------------ |
| 1. | «Violet Hill» | 3:50         |

| №  | Название      | Длительность |
| -- | ------------- | ------------ |
| 1. | «Violet Hill» | 3:50         |
| 2. | «Lost?»       | 3:42         |

| №  | Название                   | Длительность |
| -- | -------------------------- | ------------ |
| 1. | «Violet Hill» (radio edit) | 3:21         |

| №  | Название               | Длительность |
| -- | ---------------------- | ------------ |
| 1. | «Violet Hill»          | 3:50         |
| 2. | «A Spell a Rebel Yell» | 2:47         |

## Чарты
| Чарт (2008)                                 | Высшая позиция |
| ------------------------------------------- | -------------- |
| Австралия (ARIA)                            | 9              |
| Австрия (Ö3 Austria Top 40)                 | 11             |
| Бельгия/Фландрия (Ultratop 50)              | 10             |
| Бельгия/Валлония (Ultratop 50)              | 7              |
| Канада (Billboard Canadian Hot 100)         | 6              |
| Канада (Billboard CHR/Top 40)               | 42             |
| Канада (Billboard Hot AC)                   | 29             |
| Канада (Billboard Rock)                     | 3              |
| СНГ (TopHit)                                | 156            |
| Чехия (Rádio — Top 100)                     | 14             |
| Дания (Tracklisten)                         | 11             |
| Европа European Hot 100 Singles (Billboard) | 9              |
| Франция (SNEP)                              | 36             |
| Германия (GfK)                              | 10             |
| Ирландия (IRMA)                             | 13             |
| Италия (FIMI)                               | 9              |
| Нидерланды (Dutch Top 40)                   | 9              |
| Нидерланды (Single Top 100)                 | 13             |
| Новая Зеландия (Recorded Music NZ)          | 5              |
| Норвегия (VG-lista)                         | 8              |
| Словакия (Rádio — Top 100)                  | 21             |
| Швеция (Sverigetopplistan)                  | 8              |
| Швейцария (Schweizer Hitparade)             | 11             |
| Великобритания (OCC UK Singles)             | 8              |
| США (Billboard Hot 100)                     | 40             |
| США (Billboard Adult Alternative Songs)     | 1              |
| США (Billboard Alternative Airplay)         | 9              |
| США Pop 100 (Billboard)                     | 38             |
| Венесуэла (Pop Rock, Record Report)         | 1              |

| Чарт (2008)                          | Позиция |
| ------------------------------------ | ------- |
| Australia (ARIA)                     | 68      |
| Austria (Ö3 Austria Top 40)          | 75      |
| Belgium (Ultratop 50 Flanders)       | 93      |
| Belgium (Ultratop 50 Wallonia)       | 89      |
| Canada (Canadian Hot 100)            | 60      |
| European Hot 100 Singles (Billboard) | 75      |
| Germany (Official German Charts)     | 80      |
| Netherlands (Dutch Top 40)           | 65      |
| Switzerland (Schweizer Hitparade)    | 62      |
| UK Singles (OCC)                     | 79      |

## Сертификации
| Регион | Сертификация | Продажи |
| --- | ------------ | ------- |
| Австралия (ARIA) | Золотой      | 35 000^ |
| Бразилия (ABPD) | Платиновый   | 60 000* |
| Новая Зеландия (RMNZ) | Золотой      | 7500*   |
| Великобритания (BPI) | Серебряный   | 264,000 |
| * Данные о продажах приведены только на основе сертификации. ^ Данные о тиражах приведены только на основе сертификации. |              |         |